# Neve (Vorname)
Neve ist ein weiblicher Vorname.

## Herkunft und Bedeutung
Der Name wird zumeist im Irischen verwendet und ist die anglisierte Form von Niamh.

## Bekannte Namensträgerinnen
- Neve Campbell (* 1973), kanadische Schauspielerin